# 岡田久美子
岡田 久美子（おかだ くみこ、1991年10月17日 - ）は、日本の競歩選手。埼玉県上尾市出身。立教大学社会学部卒業後、富士通に所属している。

## 経歴
熊谷女子高校で競歩を始める。当時の同級生に2016年リオデジャネイロオリンピック自転車競技代表の塚越さくらがいる。インターハイでは2008年、2009年に3000m競歩を連覇し、立教大学に進学すると、日本インカレで10000m競歩を4連覇した。
卒業後はビックカメラに入社し、2015年に日本選手権で優勝し、世界選手権の代表に選ばれ25位だった。2016年も日本選手権で優勝し、リオデジャネイロオリンピック代表に選ばれ16位となった。
2019年5月18日に、東日本実業団選手権の女子5000メートル競歩で日本新記録の20分42秒25で6連覇を果たした。2019年6月8日、スペイン・ラコルニャの競歩の国際競技会で、女子20000メートル競歩で、1時間27分41秒の日本新記録で6位に入った。
2020年2月16日、日本選手権を1時間29分56秒で6連覇を達成し、東京オリンピック代表を決めた。
2021年8月6日の東京オリンピック女子20km競歩では1時間31分57秒で15位だった。
2021年10月8日、オリンピック3大会日本代表で引退してコーチに転じたばかりの森岡紘一朗と入籍
2022年4月1日、夫がコーチを務める富士通に移籍。
2023年世界陸上競技選手権大会の女子35キロ競歩に出場する予定だったが、腰椎捻挫で欠場。
2024年1月1日、元旦競歩の10キロで42分46秒を記録。2010年の川﨑真裕美の記録を更新し、日本新記録を樹立。
2024年2月18日の日本選手権20キロ競歩では、1時間29分03秒で2位。
2024年パリオリンピックの陸上競技混合競歩リレーでは、川野将虎とペアを組み8位入賞となった。